# Ranipokhari
Ranipokhari (nep. रानीपोखरी) – gaun wikas samiti w zachodniej części Nepalu w strefie Gandaki w dystrykcie Tanahu. Według nepalskiego spisu powszechnego z 2001 roku liczył on 740 gospodarstw domowych i 4177 mieszkańców (2247 kobiet i 1930 mężczyzn).